# Terry Henderson
Terry Henderson Jr. (Raleigh, Carolina del Norte, 21 de marzo de 1994) es un baloncestista estadounidense que pertenece a la plantilla del Latina Basket de la Serie A2 italiana. Con 1,96 metros de estatura, juega en la posición de escolta.

## Trayectoria deportiva

### Universidad
Jugó dos temporadas con los West Virginia de la Universidad de Virginia Occidental, en las que promedió 9,8 puntos, 2,7 rebotes y 1,0 asistencias por partido. En 2014 fue transferido a los NC State de la Universidad Estatal de Carolina del Norte, donde, tras cumplir el año de parón que impone la NCAA, no pudo debutar con peoir pie, ya que a los siete minutos de su primer partido ante William & Mary Tribe se rompió el ligamento de la rodilla derecha, lo que le dejó fuera de la competición el resto de la temporada. Una vez recuperado, en su única temporada completa con el equipo promedió 13,8 puntos y 3,1 rebotes por partido.

### Profesional
Tras no ser elegido en el Draft de la NBA de 2017, en el mes de septiembre fichó por los Charlotte Hornets para disputar la pretemporada, en la que jugó dos partidos en los que promedió 4,0 puntos y 2,0 rebotes por partido. El 13 de octubre fue despedido, antes de comenzar la temporada, incorporándose poco después a los Greensboro Swarm de la NBA G League como afiliado de los Hornets.